# اندیس شمال کوه لار
شمال کوه لار یک اندیس فلزی است که در حوالی شهر کار و اندار استان سیستان و بلوچستان قرار دارد و مادهٔ معدنی موجود در آن، طلا است.سنگ میزبان این اندیس زون اسکارنی موجود در سنگ‌های کربناته واحدهای فلیشی پالئوسن. است و دیرینگی آن به دوران پالئوسن می‌رسد. در این اندیس، پاراژنز‌های مس و طلا یافت می‌شوند.